# Roman Janoušek (1972)
Roman Janoušek (* 30. srpna 1972) je bývalý český fotbalista, záložník.

## Fotbalová kariéra
Hrál za SKP Fomei Hradec Králové, SK Slavia Praha, FC Slovan Liberec, FC Viktoria Plzeň, Kaučuk Opava, Petru Drnovice, SK Chrudim, SK Spolana Neratovice, FK Viktoria Žižkov a SC Xaverov Horní Počernice. V lize nastoupil v 283 utkáních a dal 33 gólů. V evropských pohárech nastoupil v 7 utkáních.

## Ligová bilance
| Ročník                                   | Zápasy | Góly | Klub                       |
| ---------------------------------------- | ------ | ---- | -------------------------- |
| 1. československá fotbalová liga 1990/91 | 11     | 3    | SKP Fomei Hradec Králové   |
| 1. československá fotbalová liga 1991/92 | 24     | 1    | SKP Fomei Hradec Králové   |
| 1. československá fotbalová liga 1992/93 | 4      | 0    | SKP Fomei Hradec Králové   |
| 1. česká fotbalová liga 1993/94          | 5      | 0    | SK Slavia Praha            |
| 1. česká fotbalová liga 1993/94          | 10     | 1    | FC Slovan Liberec          |
| 1. česká fotbalová liga 1994/95          | 26     | 4    | FC Viktoria Plzeň          |
| 1. česká fotbalová liga 1995/96          | 19     | 6    | FC Viktoria Plzeň          |
| 1. česká fotbalová liga 1995/96          | 7      | 2    | Kaučuk Opava               |
| 1. česká fotbalová liga 1996/97          | 29     | 2    | Kaučuk Opava               |
| Gambrinus liga 1997/98                   | 10     | 1    | Petra Drnovice             |
| Gambrinus liga 1997/98                   | 15     | 2    | Kaučuk Opava               |
| 2. česká fotbalová liga 1998/99          | 14     | 5    | SK Chrudim                 |
| Gambrinus liga 1998/99                   | 7      | 0    | SFC Opava                  |
| Gambrinus liga 1999/00                   | 19     | 2    | SFC Opava                  |
| 2. česká fotbalová liga 2000/01          | 5      | 4    | SK Spolana Neratovice      |
| Gambrinus liga 2000/01                   | 23     | 4    | FK Viktoria Žižkov         |
| Gambrinus liga 2001/02                   | 24     | 2    | FK Viktoria Žižkov         |
| Gambrinus liga 2002/03                   | 28     | 3    | FK Viktoria Žižkov         |
| Gambrinus liga 2003/04                   | 4      | 0    | FK Viktoria Žižkov         |
| 2. česká fotbalová liga 2003/04          | 10     | 1    | SC Xaverov Horní Počernice |
| CELKEM                                   | 283    | 33   |                            |